# Jumbo (magazin)
Jumbo este un retailer grec de jucării și decorațiuni interioare. Compania este prezentă cu magazine în format mare cu reduceri în Grecia, România, Bulgaria, Cipru, Macedonia, Kosovo, Serbia, Albania, Bosnia și Herțegovina și Israel.
Jumbo deține în România 17 magazine: trei în București, două în Oradea și Timisoara.Câte unul în Ploiești, Pitești, Brăila, Craiova, Iași, Suceava, Bacău, Constanța, Sibiu, Brașov,și Voluntari. Primul magazin din România a fost deschis în 2013 în locul fostului magazin Real din Timișoara. Magazinele din București (Berceni), Ploiești, Pitești, Arad și Oradea 1 sunt deschise în locul fostelor magazine de bricolaj OBI., Magazinul din Brăila este deschis în locul unui fost magazin Metro, magazinele din orașul Voluntari și Bacău sunt  deschise în locul fostelor magazine de bricolaj Praktier, magazinele din Oradea 2, Constanța și Suceava funcționează pe locul fostului magazin Real, magazinul din Iași este deschis pe locul unei foste fabrici, magazinele sin Sibiu și Craiova sunt deschise în clădiri nou construite, magazinul din Brașov, iar magazinele din București Pallady și Militari funcționează în anexe ale unui fost mall (MacroMall). În 2023, Jumbo a anunțat construirea unui magazin în Cluj-Napoca și a cumpărat mallul Liberty Center din București. În 2024, Jumbo a deschis al 17-lea magazin la Oradea (al doilea din Oradea) și a anunțat că va mai deschide două noi magazine: în Liberty Center (al treilea din București) și la Timișoara (al doilea din Timișoara).